# Роберт Фріке
Карл Емануел Роберт Фріке (нім. Karl Emanuel Robert Fricke; 24 вересня 1861 Гельмштедт — 18 липня 1930, Бад-Гарцбург) — німецький математик, відомий за його працю у комплексному аналізі, особливо у еліптичних, модулярних та автоморфічних функціях.